# بانکسیا استوایی
بانکسیای استوایی (نام علمی: Banksia dentata) نام یک گونه از سرده بانکسیا است.